# Мануел Нојер
Мануел Петер Нојер (Гелзенкирхен, 27. март 1986) немачки је фудбалски голман. Тренутно игра за Бајерн Минхен.

## Клупска каријера

### Шалке 04
Професионалну каријеру је започео потписивањем уговора 2005. године за свој матични клуб Шалке 04. Дебитовао је у Бундес лиги у сезони 2006/2007. Иако врло млад, имао је велики потенцијал да на голу репрезентације наследи свог некадашњег идола Јенса Лемана. 5. марта 2008. године у нокаут рунди УЕФА Лиге шампиона против Порта, Нојер пружа једну од својих најбољих партија у дресу Шалке-а, због чега је утакмица дошла до пенал серије, где је Мануел поново бриљирао одбранивши пенале Лисандру Лопезу и Бруну Алвесу и тако одвео свој тим до четвртфинала. Крајем априла 2011. године најавио је да неће продужити уговор са Шалке-ом који му је истицао на крају сезоне. Зарадио је критике навијача, јер су били разочарани његовим одласком у редове највећег ривала.

### Бајерн Минхен
У јулу 2011. године Нојер потписује петогодишњи уговор који ће трајати до 2016. године. Овај трансфер био је вредан 22 милиона евра, што га је аутоматски ставило на другу позицију најскупљих голмана свих времена. У првој сезони у клубу помогао је Бајерн-у да прође у финале Лиге шампиона елиминисавши Реал Мадрид. Утакмица је завршена пеналима, где је Нојер зауставио ударце Кристијана Роналда и Каке. У финалу их је дочекао Челси. И ова је утакмица дошла до пенала, где је Нојер чак и постигао гол у трећој серији, али ни то није помогло, јер је Челси славио са 4-3 на Алијанц Арени, на којој иначе и игра Бајерн Минхен. Наступајући за Бајерн успео је да обори рекорд Оливера Кана да више од 1000 минута не прими гол.

## Интернационална каријера

### Светско првенство 2010
Нојер је у мају 2009. године позван у А репрезентацију Немачке. Дебитовао је у јуну против Уједињених Арапских Емирата. Због повреде Рене Адлера и смрти Роберта Енкеа, Нојер је изабран као број 1 за Светском првенству у Јужној Африци. Током групне фазе, примио је само један гол, и то против Србије, а стрелац је био Милан Јовановић у 39. минуту. Немачка је у утакмици за 3. место репрезентацију Уругваја и освојила бронзу.

### Европско првенство 2012.
Нојер је био први голман и на овом првенству које се играло у Пољској и Украјини. Немачка је била у групи Б и то са : Холандијом, Данском и Португалијом. Победили су све три, а Нојер је примио два гола. Савладали су Грчку у четвртфиналу, а изгубили од Италије у полуфиналу. Изабран је у постави најбољих једанаест овог првенства.

### Светско првенство 2014.
Нојер је био први голман на овом првенству које се играло у Бразилу. Немачка је била у групи Г са Португалијом, Ганом и Сједињеним Америчким Државама. На отварању су савладали Португалију са 4:0, а потом играли нерешено са Ганом 2:2, да би у трећем колу победили Сједињене Америчке Државе 1:0 и као први у групи изборили пролаз међу 16 најбољих. У осмини финала су савладали Алжир након продужетака 2:1, а у четвртфиналу победили Француску 1:0. У полуфиналу је у Бело Хоризонтеу, пред 58.141. гледалац, савладан домаћин Бразил резултатом 7:1 и то је уједно и најтежи пораз Бразила икада. У финалу је након продужетака савладана Аргентина голом Марија Гецеа у 113. минуту, а Нојер је проглашен најбољим голманом Светског првенства.

### Европско првенство 2016.
Нојер је 31. маја 2016. одабран да брани за Немачку на Европском првенству у Француској. Није примио ни један гол у групи против Украјине, Пољске и Северном Ирске, нити у осмини финала против Словачке. У четвртфиналу против Италије је савладан са беле тачке у 78. минуту голом Леонарда Бонучија, али је Немачка након пенала први пут у историји избацила Италију са неког такмичења. У полуфиналу је домаћин Француска головима Антоана Гризмана елиминисала Немачку први пут након 58 година.

### Светско првенство 2018.
Нојер је 4. јуна 2018. изабран да брани на овом такмичењу. Немачка је у била у групи Ф са Мексиком, Шведском и Јужном Корејом. На отварању су изгубили од Мексика са 1:0, а потом савладали Шведску са 2:1 голом Тонија Кроса у 95. минуту. У трећој утакмици је изгубила од Јужне Кореје резултатом 2:0 головима у надокнади времена. Након првог примљеног гола, Нојер је отишао у напад и изгубио лопту дриблајући играча Јужне Кореје. Овај је послао лопту ка Сону Хјунгмину који поставља коначан резултат. Немачка је након 80 година елиминисана у првом колу Светског првенства.

## Трофеји

### Шалке
- Куп Немачке : 2010/11.
- Лига куп Немачке : 2005.

### Бајерн Минхен
- Првенство Немачке : 2012/13, 2013/14, 2014/15, 2015/16, 2016/17, 2017/18, 2018/19, 2019/20, 2020/21, 2021/22, 2022/23, 2024/25.
- Куп Немачке : 2012/13, 2013/14, 2015/16, 2018/19, 2019/20.
- Суперкуп Немачке : 2012, 2016, 2018, 2020, 2021, 2022.
- Лига шампиона : 2012/13, 2019/20. (финале 2011/12)
- УЕФА суперкуп : 2013, 2020.
- Светско клупско првенство : 2013, 2020.

### Немачка
- Светско првенство : 2014.
- Европско првенство до 21 године : 2009.